# Daniela Rubio Moreno
Daniela Rubio Moreno   (Barcelona, 20 d'agost de 2007) és una actriu catalana, coneguda pels seus papers de Milagros Palacios a la telenovel·la Acacias 38 i Adéle Uribe a la sèrie El internado: Las Cumbres.

## Carrera
Daniela Rubio va començar a endinsar-se al món de les arts des de molt jove, gràcies al seu interès per elles. Va començar a practicar el piano, la dansa moderna i es va inscriure en alguns cursos de cant. Va tenir l'oportunitat de treballar en alguns anuncis impresos i, de mica en mica, va aconseguir alguns papers en curtmetratges i en sèries de televisió.
El 2017, va aparèixer al curtmetratge Leones dirigit per Daniel Sánchez Arévalo. L'any següent, el 2018, va interpretar el paper d'Aurora de nena al curtmetratge Canasta dirigit per Gracia Querejeta.
El 2018, va interpretar el paper d'Isabel a la sèrie Presunto culpable. L'any següent, el 2019, va interpretar el paper d'Ana Montrell de nena a la sèrie La caza - Monteperdido. També el 2019, va interpretar el paper de Luna a la pel·lícula La influencia, dirigida per Denis Rovira.
El 2019, va interpretar el paper de Milagros Palacios a la telenovel·la Acacias 38. L'any següent, el 2020, va interpretar el paper de Luna Blázquez Gómez a la sèrie Caronte. També el 2020, va interpretar el paper de la filla de Mayte a la sèrie Desaparecidos. Aquell mateix any va interpretar el paper de Berta al curtmetratge De quién es tu piel, dirigit per Rebeca Alemañy.
El 2020 i 2021 va interpretar el paper de Sandra a la sèrie Cuéntame. El 2021 i 2022 va interpretar el paper d'Adele Uribe a la sèrie El Internado: Las cumbres. El 2022 va interpretar el paper de Carla a la pel·lícula No haberlos tenido dirigida per Víctor García León.